# Pseudocalotes poilani
Pseudocalotes poilani — вид ігуаноподібних ящірок родини агамових (Agamidae). Ендемік Лаосу.

## Поширення і екологія
Pseudocalotes poilani відомі з типової місцевості, розташованої на плато Боловен, в районі Паксонг у провінції Тямпасак на півдні Лаосу. Вони живуть у вологих вічнозелених тропічних лісах, трапляються на узліссях. Зустрічаються на висоті від 1100 до 1240 м над рівнем моря.

## Збереження
МСОП класифікує цей вид як такий, що перебуває під загрозою зникнення. Pseudocalotes poilani загрожує знищення природного середовища.